# Cristian Mora
Cristian Rafael Mora Medrano (* 26. August 1979 in Vinces, Provinz Los Ríos) ist ein ecuadorianischer ehemaliger Fußballtorwart.

## Karriere
Nachdem Mora zu Beginn seiner Karriere ständig zwischen verschiedenen ecuadorianischen Erst- und Zweitligisten wechselte, kam er 2003 zum Zweitligisten Macará. In seinem ersten Jahr dort stieg man in die erste Liga auf, doch der unmittelbare Wiederabstieg folgte. Mora gelang der Sprung zum Spitzenverein LDU Quito als neuer Stammtorhüter. Bereits in seiner ersten Saison gewannen er und seine Mannschaft die Apertura-Meisterschaft (es gab zwei Meister in diesem Jahr). Auch 2007 wurde seine Mannschaft ecuadorianischer Meister. Zur Saison 2008 wechselte Mora zu CD El Nacional, dem Hauptstadtrivalen von Liga. Im Jahr 2010 spielte er für Universidad Católica del Ecuador.
Als Torwart des Meisters geriet Cristian Mora auch ins Blickfeld des Nationaltrainers. Am 11. Juni 2005 gab er sein Debüt in der ecuadorianischen Nationalmannschaft bei einem Freundschaftsspiel gegen Italien. Nachdem in der Qualifikation zur Weltmeisterschaft 2006 in Deutschland noch Edwin Villafuerte im Tor des Nationalteams gestanden hatte, bekam bei der Weltmeisterschaft Mora den Vorzug und stand bei allen vier Spielen Ecuadors zwischen den Pfosten. Auch bei der Copa América 2007 war er im Kader Ecuadors und bestritt die ersten beiden Vorrundenspiele, im dritten stand Marcelo Elizaga im Tor. Seitdem hat er kein Länderspiel mehr bestritten.

### Titel
- Ecuadorianischer Meister: Apertura 2005 (Liga de Quito), 2007